# 走り回って
走り回って(On The Run)は、イギリスのロック・バンド、ピンク・フロイドのインストゥル・メンタル曲（オフヴォーカル）。
1973年に発表されたアルバム『狂気』のA面に収録された。

## 概要
VCS3シンセサイザーを用いた(ギルモアによる)リフが特徴的な楽曲。この曲においてデヴィッド・ギルモアは初めてシンセでの作曲を行った。
その後、レコーディングではロジャー・ウォーターズに代わった(「ライブ・アット・ポンペイ」では、ウォーターズがスタジオにてテープマシンを操作しているレコーディング風景を見ることが出来る)。
曲の随所で聞かれる効果音の数々はウォーターズが録音した人の声や、ギルモアによるフィードバックである。
レコーディング以前のライブにおいて同曲の構成は全く異なっていた。ギルモアのエレキ・ギターが主旋律を担当しており、シンセサイザーのリフは聞かれなかった。また、その当時、曲名は"Travel sequence"だった。

## 参考資料
- ピンク・フロイド全スタジオ・アルバム徹底検証 /シンコ-ミュ-ジック・エンタテイメント/上西園誠
- ピンク・フロイド『狂気』知られざる10の真実 https://rollingstonejapan.com/articles/detail/33916/3/1/1